# Lista modelelor casei de modă Victoria’s Secret
Lista cu fotomodele, casei de modă nord-americane Victoria’s Secret, iar cele care au numele scris cu text aldin sunt Victoria’s Secret Angels.
| A | B | C | D |
| --- | --- | --- | --- |
| - Abbey Lee Kershaw - Adriana Lima - Adriana Sklenaříková - Ajuma Nasenyana - Alek Wek - Alessandra Ambrosio - Ali Michael - Alina Vacariu - Aline Nakashima - Almudena Fernández - Amber Arbucci - Amber Smith - Ana Beatriz Barros - Ana Claudia Michels - Ana Hickmann - Andi Muise - Angela Lindvall - Angie Everhart - Anja Rubik - Anna Jagodzinska - Anne Vyalitsyna - Anouck Lepere - Ariel Meredith - Arlenis Sosa Pena - Astrid Muñoz - Audrey Marnay - Aurélie Claudel | - Bar Refaeli - Behati Prinsloo - Bekah Jenkins - Beverly Peele - Bridget Hall - Brooklyn Decker | - Candice Swanepoel - Cara Delevingne - Carla Campbell - Carmen Kass - Carolina Ardohain - Caroline Francischini - Caroline Ribeiro - Caroline Trentini - Caroline Winberg - Catherine McCord - Chandra North - Chanel Iman - Cindy Crawford - Cintia Dicker - Claudia Schiffer | - Daniela Peštová - Daniela Urzi - Daniella Cicarelli - Daniella Sarahyba - Danita Angell - Dewi Driegen - Diana Meszaros - Diaconu Andreea - Diana Moldovan - Dorothea Barth Jorgensen - Doutzen Kroes                                                                                 |
| E | F | G | H |
| - Edita Vilkeviciute - Elaine Irwin Mellencamp - Elise Crombez - Elle MacPherson - Elsa Benítez - Elyse Taylor - Emanuela De Paula - Emily DiDonato - Emma Heming - Eniko Mihalik - Erin Heatherton - Erin Wasson - Estella Warren - Esther Cañadas - Eugenia Silva - Eugenia Volodina - Eva Herzigová | - Fabiana Semprebom - Fabiana Tambosi - Famke Janssen - Fernanda Motta - Fernanda Tavares - Flavia de Oliveira - Frankie Rayder - Frederique van der Wal                                                                                          | - Gabriela Calthorpe - Georgianna Robertson - Georgina Grenville - Gisele Bündchen | - Hana Soukupová - Hannah Davis - Haylynn Cohen - Heather Marks - Heather Stewart-Whyte - Heidi Klum - Helena Christensen - Hilary Rhoda - Hyoni Kang |
| I | J | K | L |
| - Inés Rivero - Ines Sastre - Ingrid Seynhaeve - Inguna Butane - Isabeli Fontana - Izabel Goulart | - Jacquetta Wheeler - Jaime King - Jarah Mariano - Jeísa Chiminazzo - Jessica Gomes - Jessica Hart - Jessica Stam - Jessica Van Der Steen - Jessica White - Jill Goodacre - Josie Maran - Jourdan Dunn - Joy Bryant - Julia Stegner - Julie Ordon | - Kara Young - Karen Elson - Karen Mulder - Karolína Kurková - Katja Shchekina - Kiara Kabukuru - Kim Smith - Kirsty Hume - Kristy Hinze - Kylie Bax | - Laetitia Casta - Landi Swanepoel - Lara Stone - Leilani Bishop - Leticia Birkheuer - Lily Aldridge - Lily Donaldson - Linda Evangelista - Linda Vojtova - Lindsay Ellingson - Lindsay Frimodt - Liu Wen - Liya Kebede - Lorri Bagley - Louise Vyent - Luján Fernández - Lyndsey Scott |
| M | N | O | P |
| - Melymar Baby Astocia Manlangit - Magdalena Frackowiak - Magdalena Wróbel - Maggie Rizer - Maja Latinovic - Manon von Gerkan - Marcelle Bittar - Marija Vujovic - Marisa Miller - Maryna Linchuk - May Andersen - Megan Ewing - Michaela Kocianova - Michelle Alves - Mini Anden - Miranda Kerr - Molly Sims - Morgane Dubled | - Naomi Campbell - Natasha Poly - Nichole Robinson - Nicole Trunfio - Niki Taylor - Noémie Lenoir | - Olga Kurylenko - Oluchi Onweagba - Omahyra Mota | - Pania Rose - Paulina Porizkova - Patricia Velasquez - Petra Němcová |
| Q | R | S | T |
| | - Rachel Roberts - Raica Oliveira - Raquel Zimmermann - Rebecca Romijn - Reka Ebergenyi - Rhea Durham - Rie Rasmussen - Rosie Huntington-Whiteley                                                                                                 | - Sabrina Jales - Sarah Stephens - Selita Ebanks - Sessilee Lopez - Shakara Ledard - Shannan Click - Shiraz Tal - Solange Wilvert - Stephanie Seymour - Susan Eldridge - Susan Holmes                                                                                           | - Tatiana Kovylina - Tatjana Patitz - Teresa Lourenco - Tricia Helfer - Trish Goff - Tyra Banks |
| U | V, W | X, Y, | Z |
| - Ujjwala Raut | - Valentina Zelyaeva - Valeria Mazza - Vanessa Lorenzo - Vendela Kirsebom - Veronica Webb - Veronika Vařeková - Vlada Roslyakova | - Yamila Díaz - Yana Gupta - Yasmeen Ghauri - Yasmin Le Bon - Yfke Sturm | - Zoe Duchesne |